# Justinus
Justin (latină Marcus Junianius (sau Junianus) Justinus) a fost un istoric latin ce a trăit în timpul Imperiului Roman. Numele său nu este menționat decât în propriile scrieri istorice, și este folosit la genitiv, adică M. Juniani Justini.

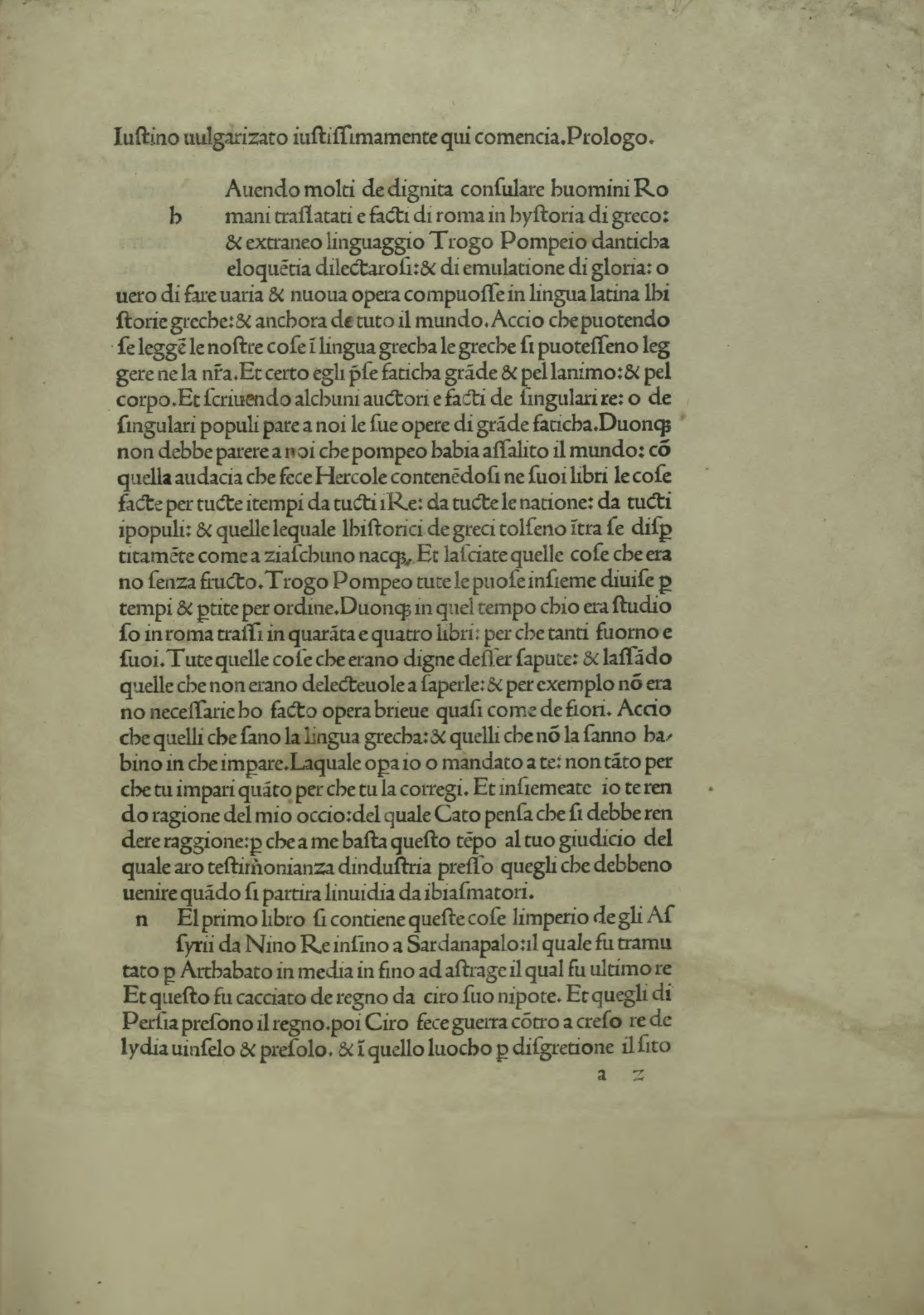
Epitome historiarum Trogi Pompeii

Nu se cunoaște nimic din istoria sa personală. Este autorul lucrării "Historiarum Philippicarum libri XLIV", descrisă de el însuși în prefață ca fiind o colecție de citate importante și interesante din altă lucrare voluminoasă, "Historiae pillippicae et totius mundi origines et terrae situs", scrisă pe vremea lui Cezar August de Trogus Pompeius.
Data nașterii sale nu este sigură, știindu-se doar că a trăit după Trogus Pompeius.
Lucrările lui Trogus Pompeius s-au pierdut; dar prologul sau argumentele textului au fost păstrate de Plinius și alți scriitori. Deși principala temă a lui Trogus Pompeius a fost apariția și dezvoltarea monarhiei macedoniene, Justin și-a permis o mare libertate de digresiune și astfel a produs o antologie destul de capricioasă în locul unui rezumat al lucrării menționate.
Istoria scrisă de el conține multe informații de valoare. Stilul său, deși departe de a fi perfect, este concis și uneori chiar elegant. Cartea a fost folosită mult în Evul Mediu, când autorul era adeseori confundat cu Justin Martirul.